# Петре Григораш
Петре Григораш (на румънски: Petre Grigoraș, роден на 15 ноември 1964 г. в Подури, Румъния) е бивш румънски футболист и настоящ старши треньор на Търгу Муреш.

## Кариера
По-голямата част от кариерата на Григораш преминава в Румъния. Първите си стъпки в професионалния футбол прави в отборите от окръг Бакъу - Арипиле и ФЧМ преди през 1989 г. да бъде купен в Стяуа Букурещ. Със столичния тим изиграва 15 мача, в които вкарва 2 гола преди да бъде трансфериран във Фарул Констанца. След два прекарани сезона там Григораш заиграва в българското първенство последователно с отборите на Добруджа, Левски и Локомотив Пловдив преди да се завърне в родината си и отново да облече екипа на Фарул. Именно там завършва професионалната си кариера като преди това прекарва един сезон и в Университатя Клуж.
След като окачва бутоните Петре Григораш започва треньорска кариера като води най-различни отбори в родината си. Най-големите му успехи като треньор са финал за купата на страната през 2007 г. с отбора на Фарул и второ място в първенството през сезон 2012–13 с Пандури.